# Paniyolo
- paniyolo

Paniyolo（ぱによろ）は、日本の音楽家、ギタリスト高坂宗輝(Muneki Takasaka)のソロプロジェクト。

## Discography
1. I'm home (2009年)
2. 3月が眠る (2010年)
3. ひとてま (2012年)
4. Christmas Album (2012年)
5. たまのこと (2015年)[1]
6. 春の絵 (2016年)
7. 三月が眠る (2019年)
8. 空も少し (2019年)
9. 空と花 (2022年)
10. Every Day (2022年)
11. Monophonic Guitar (2022年)
12. 家並み (2023年)